# المناظرات الرئاسية الأمريكية 2020
تُقام المناظرات الرئاسية الأمريكية لعام 2020 بين جو بايدن ودونالد ترامب، المرشحين الرئيسين للانتخابات الرئاسية الأمريكية لعام 2020، برعاية لجنة المناظرات الرئاسية. أقيمت المناظرة الأولى في 29 سبتمبر 2020. وأقيمت مناظرة مرشحي منصب نائب الرئيس بين مايك بينس وكامالا هاريس في 7 أكتوبر 2020.
كان من المقرر إجراء مناظرتين إضافيتين في 15 أكتوبر و22 أكتوبر، برغم إلغاء مناظرة 15 أكتوبر في ما بعد بسبب تشخيص إصابة ترامب بفيروس كورونا ورفضه الظهور عن بعد بدلًا من الظهور شخصيًا. ونتيجة لإلغاء المناظرة الرئاسية الثانية، سيشهد عام 2020 المناظرات الرئاسية الأقل عددًا منذ عام 1996.

## مناظرات برعاية لجنة المناظرات الرئاسية
في 11 أكتوبر 2019، أعلنت لجنة المناظرات الرئاسية أنها ستستضيف أربع مناظرات. ثلاث مناظرات ستكون بين الرئيس الحالي دونالد ترامب والمرشح الديمقراطي جو بايدن نائب الرئيس الأسبق، وأي مشاركين آخرين يتأهلون. إحدى المناظرات ستكون مناظرة منصب نائب الرئيس بين نائب الرئيس الحالي مايك بينس والمرشح الديمقراطي لمنصب نائب الرئيس كامالا هاريس، وأي مرشحي طرف ثالث يستوفون المعايير.
في أواخر عام 2019، ادعى ترامب أن مناظرات عام 2016 كانت «منحازة». بعد لقائه بمدير حملته، قال الرئيس المشارك للجنة أن «الرئيس كان يرغب في خوض المناظرة، إلا أنهم كانوا متخوفين حول إذا ما كانوا سيخوضونها مع اللجنة». لم يدفع ترامب بالقضية إلى العلن بصورة أبعد من ذلك. طلب ترامب أيضًا مناظرة إضافية على المناظرات التقليدية الثلاث، الأمر الذي رفضته حملة بايدن. بحلول نهاية يونيو، أكد ممثلو حملة بايدن أنهم وافقوا على الجدول الزمني الأصلي.
في أغسطس، رفضت لجنة المناظرات الرئاسية طلبًا قدمه ترامب بتغيير موعد المناظرات إلى وقت أبكر، أو إضافة مناظرة رابعة تتعلق بالتصويت عبر البريد.
في 27 أغسطس، اقترحت رئيسة مجلس النواب نانسي بيلوسي أن يمتنع بايدن عن المناظرات، زاعمةً أن ترامب «من المحتمل أن يتصرف بطريقة دون مستوى كرامة الرئاسية». رد بايدن بالقول أنه يريد المضي قدمًا والمشاركة من أجل أن يكون «مدققًا للحقائق على الأرض بينما أناظر ]ترامب[».

### تأهيل المرشحين
من أجل التأهل للمناظرات التي ترعاها لجنة المناظرات الرئاسية، على مرشحي الرئاسة أن يستوفوا المعايير التالية: يتأهل مرشحو نائب الرئيس من خلال كونهم نائبًا لمرشح رئاسي متأهل:
- أن يكون مؤهلًا دستوريًا لتولي الرئاسة.
- الظهور على عدد كاف من بطاقات الاقتراع للحصول على إمكانية حسابية للفوز بأغلبية الأصوات في المجمع الانتخابي.
  - نظريًا، يعني هذا أنه بإمكان مرشح الفوز بالانتخابات على الرغم من عدم استيفاء هذا المعيار وبالتالي غير مؤهل للمناظرة، إذ بإمكان المرشح الفوز في الانتخابات على الرغم من حصوله على أقلية الأصوات في الهيئة الانتخابية. من الناحية العملية، حدث هذا لمرة واحدة فقط.
- الحصول على درجة دعم لا تقل عن 15% من الناخبين الوطنيين كما هو محدد من قبل خمس منظمات وطنية لاستطلاع الرأي العام اختيرت من قبل اللجنة، باستخدام متوسط النتائج التي أبلغت عنها مؤخرًا تلك المنظمات في وقت التحديد. اختيرت الاستطلاعات الخمسة بناء على مشورة فرانك نيوبورت غالوب، استنادًا إلى تصور فرانك واللجنة إلى هذه المعايير:[12]
  - التكرار الموثوق للاستطلاع وحجم العينة التي تستخدمها منظمة الاقتراع.
  - صحة منهجية الاستطلاع التي تتبعها المنظمة التي قامت بالاقتراع.
  - أقدمية وسمعة منظمة الاقتراع.
  - الاستطلاعات الخمسة هي:[12]
    - استطلاع أيه بي سي \واشنطن بوست
    - استطلاع سي إن إن
    - استطلاع فوكس نيوز
    - استطلاع إن بي سي\وول ستريت جورنال
    - استطلاع إن بي آر\ بي بي إس نيوز أور\ماريست

### قائمة المناظرات
حُددت مواعيد مبدئي لثلاث مناظرات رئاسية ومناظرة واحدة لمنصب نائب الرئيس:
| مناظرات الانتخابات الرئاسية الأمريكية 2020    | مناظرات الانتخابات الرئاسية الأمريكية 2020 | مناظرات الانتخابات الرئاسية الأمريكية 2020 | مناظرات الانتخابات الرئاسية الأمريكية 2020 | مناظرات الانتخابات الرئاسية الأمريكية 2020 |
| التاريخ والوقت                                | المضيف                                     | مكان                                       | المشرف                                     |                                            |
| --------------------------------------------- | ------------------------------------------ | ------------------------------------------ | ------------------------------------------ | ------------------------------------------ |
| الثلاثاء 29 سبتمبر 2020 9:00 مساءً –10:30 مساءً | جامعة كيس ويسترن ريسيرف                    | كليفلاند، أوهايو                           | كريس والاس                                 |                                            |
| الخميس 15 أكتوبر 20209:00 مساءً –10:30 مساءً    | مركز أدريان أرشت للفنون المسرحية           | ميامي، فلوريدا                             | ستيف سكولي                                 |                                            |
| الخميس 22 أكتوبر 2020 9:00 مساءً –10:30 مساءً   | جامعة بيلمونت                              | ناشفيل، تينيسي                             | كريستين ولكر                               |                                            |

| الأربعاء 7 أكتوبر 2020 9:00 مساءً –10:30 مساءً | جامعة يوتا | سولت ليك سيتي، يوتا | سوزان بيج |

### المناظرة الرئاسية الأولى (جامعة كيس ويسترن ريسيرف)
أقيمت المناظرة الأولى يوم الثلاثاء 29 سبتمبر 2020 منذ الساعة 9:00 حتى الساعة 10:30 مساءًا حسب التوقيت الشرقي في جناح سامسون في حرم التعليم الصحي الذي تتشاركه جامعة كيس ويسترن ريسيرف ومركز كليفلاند كلينيك الطبي في كليفلاند. أدار كريس والاس من قناة فوكس نيوز المناظرة.
كان من المقرر أصلًا إجراء المناظرة في جناح فيليب جاي. بورسيل الواقع في مركز إدموند بي. جويس في جامعة نوتر دام في إنديانا، إلا أن جامعة نوتر دام انسحبت كموقع مضيف في 27 يوليو 2020، بسبب مخاوف تتعلق بجائحة فيروس كورونا.
تمهيد
عند دخوله المناظرة، كان بايدن يتقدم بشكل كبير ومستمر في استطلاعات الرأي. تضاعف تقدم بايدن بسبب أزمة نقد في حملة ترامب، مع تحسن ملحوظ في تبرعات حملة بايدن.
منذ ترشيح بايدن الناجح في الانتخابات التمهيدية للحزب الديمقراطي، حاول ترامب إثارة الشكوك حول قدرات بايدن مدعيًا أنه يعاني من الخرف وأنه كان يتعاطى عقاقير لتحسين الأداء في الانتخابات التمهيدية. ودعى ترامب إلى خضوع بايدن لفحص تعاطي قبل المناظرة. سخر بايدن من الفكرة. زعم ترامب أيضًا أن بايدن سيستخدم سماعة أذن إلكترونية مخفية في المناظرة، وطالب بتفتيش أذني بايدن. رفض بايدن من جديد.
قبل بدء المناظرة، ادعى ترامب بصورة متكررة بأن الانتخابات ستزوّر عن طريق تزوير الناخبين، لا سيما في ما يتعلق بالتصويت البريدي. حين سئل ترامب عما إذا كان سيلتزم بانتقال سلمي للسلطة، قال ترامب، «علينا أن ننتظر ونرى»، وعلى الرغم من ذلك، قال ترامب في بيان صحفي لاحق أنه كان يؤمن فعلًا بانتقال سلمي للسلطة. في عدة حالات، دعى ترامب مؤيديه إلى التصويت مرتين – من أجل اختبار التدابير ضد تزوير الناخبين- على الرغم من أن التصويت أكثر من مرة يعتبر جناية.
بات ترامب في الأسابيع التي سبقت المناظرة جزءًا من جدالات متنوعة. أصدر بوب وودوارد كتابه الثاني عن رئاسة ترامب، استنادًا إلى 19 مقابلة مسجلة مع ترامب. في إحدى التسجيلات التي سُجلت في فبراير 2020 أشار ترامب إلى أنه فهم مدى خطورة جائحة فيروس كورونا في وقت مبكر، الأمر الذي يتناقض مع محاولاته التقليل من أهمية الفيروس علنًا. أكد ترامب أنه قلل من خطورة الوباء قائلًا «لا أريد أن أخلق حالة من الذعر». نشرت صحيفة نيويورك تايمز تحقيقًا حول الإقرارات الضريبية الفيدرالية لترامب، أفاد التحقيق أن ترامب لم يدفع أي ضريبة على الإطلاق في 10 أعوام من أصل 15 عامًا كانت تحت الدراسة، وفقط 750 دولارًا كضريبة دخل فيدرالية لعامي 2016 و2017.